# Inglaterra en la Copa Mundial de Fútbol de 1986
La Selección de fútbol de Inglaterra es uno de los 24 países participantes en la Copa Mundial de Fútbol de 1986 realizada en México.
Al comenzar el torneo, Inglaterra era uno de los favoritos para ganar el título, pero terminó quedando entre los 8 mejores, con una octava posición en la estadística final. Inglaterra fue incluida en el grupo F junto con Polonia, Portugal y Marruecos (que sorpresivamente, terminó ganando el grupo) y por ser el cabeza de serie de ese grupo, tuvo que jugar los 3 partidos de su grupo, en la ciudad de Monterrey, aunque en 2 estadios distintos. Inglaterra comenzó su participación ante el seleccionado de Portugal, equipo que lo derrotó por 1:0 en el Estadio Tecnológico. Luego en el mismo escenario, logró una empate sin goles ante su similar de Marruecos, lo que complicó su clasificación y después derrotó por 3:0 a su similar de Polonia, con los 3 goles del delantero Gary Lineker, cuyo partido se disputó en el Estadio Universitario. Inglaterra terminó en el segundo lugar de su grupo, a un punto de Marruecos y clasificó junto a los marroquíes y Polonia, a la fase de los 16 mejores. En octavos de final, los ingleses se trasladaron hasta el Estadio Azteca de Ciudad de México, para enfrentar a su similar de Paraguay. Allí los ingleses no tuvieron piedad con los paraguayos y los venció por 3:0, teniendo como figura al propio Gary Lineker, quien marcó 2 de los 3 goles (el gol restante lo convirtió Peter Beardsley) y, en cuartos de final, Inglaterra se quedó en el Estadio Azteca, pero esta vez para enfrentar a Argentina. En ese cotejo, el capitán del equipo argentino Diego Armando Maradona, se convirtió en el verdugo de los ingleses, ya que anotó los 2 goles argentinos, para el triunfo de los albicelestes por 2:1. El primero fue un gol polémico, calificado como "La Mano de Dios" y el segundo, fue calificado como "El Gol del Siglo", ya que Maradona se sacó de encima, a cuanto jugador inglés se le cruzó en el camino. El descuento de Gary Lineker para los ingleses, fue un esfuerzo tardío para los europeos, ya que Argentina terminó avanzando y después logró coronarse campeón. El premio de consuelo para el seleccionado inglés, fue tener a su estrella Gary Lineker, como el máximo goleador de ese torneo con 6 goles, superando por un gol al propio Maradona, al brasileño Careca y al español Emilio Butragueño.

## Clasificación

### Grupo 3
| País              | J | G | E | P | GF | GC | GD  | Pts |
| ----------------- | - | - | - | - | -- | -- | --- | --- |
| Inglaterra        | 8 | 4 | 4 | 0 | 21 | 2  | +19 | 12  |
| Irlanda del Norte | 8 | 4 | 2 | 2 | 8  | 5  | +3  | 10  |
| Rumania           | 8 | 3 | 3 | 2 | 12 | 7  | +5  | 9   |
| Finlandia         | 8 | 3 | 2 | 3 | 7  | 12 | −5  | 8   |
| Turquía           | 8 | 0 | 1 | 7 | 2  | 24 | −22 | 1   |

|                              | Bandera de Inglaterra | Bandera de Finlandia | Bandera de Irlanda del Norte | Bandera de Rumania | Bandera de Turquía |
| ---------------------------- | --------------------- | -------------------- | ---------------------------- | ------------------ | ------------------ |
| Bandera de Inglaterra        | –                     | 5–0                  | 0-0                          | 1-1                | 5-0                |
| Bandera de Finlandia         | 1-1                   | –                    | 1-0                          | 1-1                | 1-0                |
| Bandera de Irlanda del Norte | 0-1                   | 2-1                  | -                            | 3-2                | 2-0                |
| Bandera de Rumania           | 0-0                   | 2-0                  | 0-1                          | -                  | 3-0                |
| Bandera de Turquía           | 0-8                   | 1-2                  | 0-0                          | 1-3                | -                  |

## Jugadores[1]
Entrenador:  Bobby Robson †

| No. | Pos. | Jugador         | Fecha de nacimiento (edad)         | Apa. | Club                |
| --- | ---- | --------------- | ---------------------------------- | ---- | ------------------- |
| 1   | POR  | Peter Shilton   | 18 de septiembre de 1949 (36 años) | 81   | Southampton         |
| 2   | DEF  | Gary M. Stevens | 27 de marzo de 1963 (23 años)      | 9    | Everton             |
| 3   | DEF  | Kenny Sansom    | 26 de septiembre de 1958 (27 años) | 65   | Arsenal             |
| 4   | MED  | Glenn Hoddle    | 27 de octubre de 1957 (28 años)    | 33   | Tottenham Hotspur   |
| 5   | DEF  | Alvin Martin    | 29 de julio de 1958 (27 años)      | 15   | West Ham United     |
| 6   | DEF  | Terry Butcher   | 28 de diciembre de 1958 (27 años)  | 40   | Ipswich Town        |
| 7   | MED  | Bryan Robson    | 11 de enero de 1957 (29 años)      | 51   | Manchester United   |
| 8   | MED  | Ray Wilkins †   | 14 de septiembre de 1956 (29 años) | 80   | Milan               |
| 9   | DEL  | Mark Hateley    | 7 de noviembre de 1961 (24 años)   | 18   | Milan               |
| 10  | DEL  | Gary Lineker    | 30 de noviembre de 1960 (25 años)  | 13   | Everton             |
| 11  | MED  | Chris Waddle    | 14 de diciembre de 1960 (25 años)  | 16   | Tottenham Hotspur   |
| 12  | DEF  | Viv Anderson    | 29 de julio de 1956 (29 años)      | 21   | Arsenal             |
| 13  | POR  | Chris Woods     | 14 de noviembre de 1959 (26 años)  | 4    | Norwich City        |
| 14  | DEF  | Terry Fenwick   | 17 de noviembre de 1959 (26 años)  | 15   | Queens Park Rangers |
| 15  | DEF  | Gary A. Stevens | 30 de marzo de 1962 (24 años)      | 5    | Tottenham Hotspur   |
| 16  | MED  | Peter Reid      | 20 de junio de 1956 (29 años)      | 6    | Everton             |
| 17  | MED  | Trevor Steven   | 21 de septiembre de 1963 (22 años) | 10   | Everton             |
| 18  | MED  | Steve Hodge     | 25 de octubre de 1962 (23 años)    | 3    | Aston Villa         |
| 19  | DEL  | John Barnes     | 7 de noviembre de 1963 (22 años)   | 27   | Watford             |
| 20  | DEL  | Peter Beardsley | 18 de enero de 1961 (25 años)      | 5    | Newcastle United    |
| 21  | DEL  | Kerry Dixon     | 24 de julio de 1961 (24 años)      | 6    | Chelsea             |
| 22  | POR  | Gary Bailey     | 9 de agosto de 1958 (27 años)      | 2    | Manchester United   |

## Participación

### Primera fase

#### Grupo F
| Equipo     | Pts | PJ | PG | PE | PP | GF | GC | Dif |
| ---------- | --- | -- | -- | -- | -- | -- | -- | --- |
| Marruecos  | 4   | 3  | 1  | 2  | 0  | 3  | 1  | 2   |
| Inglaterra | 3   | 3  | 1  | 1  | 1  | 3  | 1  | 2   |
| Polonia    | 3   | 3  | 1  | 1  | 1  | 1  | 3  | -2  |
| Portugal   | 2   | 3  | 1  | 0  | 2  | 2  | 4  | -2  |

| 3 de junio de 1986, 16:00 | Portugal          | 1:0 (0:0) | Inglaterra | Estadio Tecnológico, Monterrey                          |                                                         |
|                           | Carlos Manuel 75' | Reporte   |            | Asistencia: 23.000 espectadores Árbitro(s): Volker Roth | Asistencia: 23.000 espectadores Árbitro(s): Volker Roth |

| 6 de junio de 1986, 16:00 | Inglaterra | 0:0     | Marruecos | Estadio Tecnológico, Monterrey                               |                                                              |
|                           |            | Reporte |           | Asistencia: 20.200 espectadores Árbitro(s): Gabriel González | Asistencia: 20.200 espectadores Árbitro(s): Gabriel González |

| 11 de junio de 1986, 16:00 | Inglaterra           | 3:0 (3:0) | Polonia | Estadio Universitario, Monterrey                        |                                                         |
|                            | Lineker 9', 14', 34' | Reporte   |         | Asistencia: 22.700 espectadores Árbitro(s): Andre Daina | Asistencia: 22.700 espectadores Árbitro(s): Andre Daina |

### Fase final

#### Octavos de final
| 18 de junio de 1986, 12:00 | Paraguay | 0:3 (0:1) | Inglaterra                       | Estadio Azteca, Ciudad de México                            |                                                             |
|                            |          | Reporte   | Lineker 31', 72' · Beardsley 56' | Asistencia: 98.728 espectadores Árbitro(s): Jamal Al-Sharif | Asistencia: 98.728 espectadores Árbitro(s): Jamal Al-Sharif |

#### Cuartos de final
| 22 de junio de 1986, 12:00 | Argentina         | 2:1 (0:0) | Inglaterra  | Estadio Azteca, Ciudad de México                           |                                                            |
| | Maradona 51', 55' | Reporte   | Lineker 81' | Asistencia: 114.580 espectadores Árbitro(s): Ali Bennaceur | Asistencia: 114.580 espectadores Árbitro(s): Ali Bennaceur |
| Para el primer gol de Maradona, véase La mano de Dios. Para el segundo gol de Maradona, véase el Gol del Siglo.. Para todo el partido, véase el Argentina vs. Inglaterra (1986). |                   |           |             |                                                            |                                                            |